# Christudas Rajappan

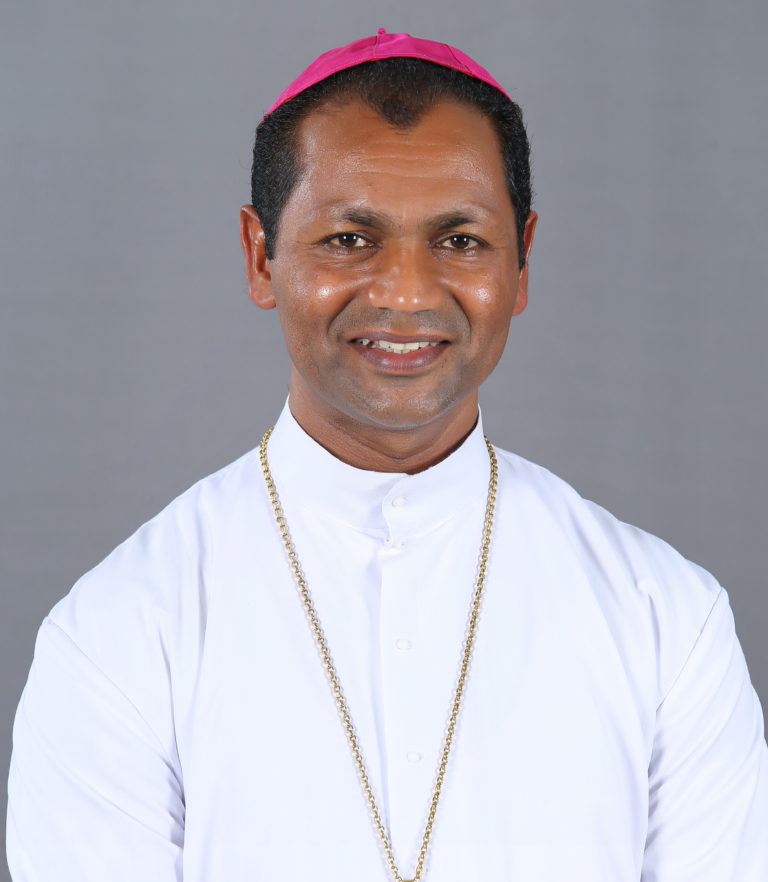
Christudas Rajappan, 2023

Christudas Rajappan (* 25. November 1971 in Adimalathura, Indien) ist ein indischer römisch-katholischer Geistlicher und Weihbischof in Trivandrum.

## Leben
Christudas Rajappan studierte am Päpstlichen Seminar von Pune und empfing am 25. November 1998 das Sakrament der Priesterweihe. Er wirkte zunächst als Pfarradministrator in Neerody, ehe er bereits 1999 Sekretär des Bischofs von Trivandrum Maria Callist Soosa Pakiam wurde, was er bis 2001 blieb. 2009 promovierte er an der Päpstlichen Universität Urbaniana in Missiologie und war anschließend als Dozent und Spiritual am Päpstlichen Seminar St. Joseph tätig. 2013 wurde Rajappan Regens des Priesterseminars St. Vincent in Menamkulam.
Am 2. Februar 2016 ernannte ihn Papst Franziskus zum Titularbischof von Avitta Bibba und zum Weihbischof in Trivandrum. Die Bischofsweihe spendete ihm der Erzbischof von Trivandrum, Maria Callist Soosa Pakiam, am 3. April desselben Jahres. Mitkonsekratoren waren der Bischof von Quilon, Stanley Roman, und der Bischof von Neyyattinkara, Vincent Samuel.